# Batalla del Riu de la Plata
Per la pel·lícula, vegeu "La batalla del Riu de la Plata"
La batalla del Riu de la Plata va ser la primera batalla naval de la Segona Guerra Mundial. El cuirassat de butxaca Admiral Graf Spee  alemany havia estat atacant les rutes de comerç des de l'inici de la guerra al setembre de 1939. Un dels grups de cacera enviats per l'Almirallat britànic a la recerca del Graf Spee, format per 3 creuers de la Royal Navy (el HMS Exeter, el HMS Ajax i el HMNZS Achilles, de la Divisió Neozelandesa), van trobar i van atacar-lo davant de l'estuari del Riu de la Plata, davant de les costes de l'Argentina i l'Uruguai a Sud-amèrica. El HMS Cumberland també formava part del grup, però estava reavituallant-se a les illes Malvines.
En la batalla que seguí, l'Exeter va quedar molt malmès i va veure's obligat a retirar-se, mentre que la resta de naus van patir danys moderats. El sistema de combustible del Graf Spee va quedar malmès; i l'Ajax i l'Achilles van perseguir el vaixell alemany, que entrà al port de la ciutat de Montevideo, capital del neutral Uruguai, per sotmetre's a reparacions urgents. Després que Hans Langsdorff, capità del Graf Spee, fos informat que la seva estança no podia ser superior a 72 hores, enfonsà el seu propi vaixell, davant d'una força molt inferior a la que els anglesos van fer-li creure que havien reunit.
La batalla acabà amb el contingent britànic patint danys reparables, mentre que la flota de superfície alemanya perdia un dels seus escassos vaixells capital.

## Rerefons

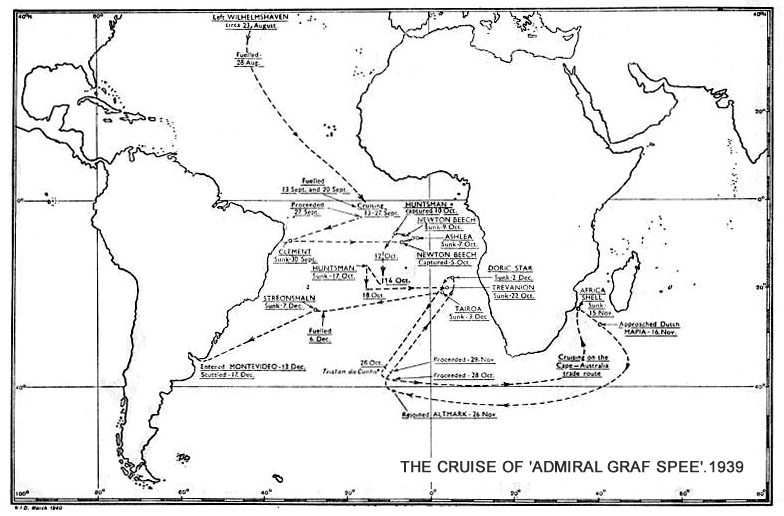
La ruta del creuer Admiral Graf Spee a partir de l'informe del HMSO britànic

L'Admiral Graf Spee es trobava al mar des de l'inici de la Segona Guerra Mundial al setembre de 1939, i havia enfonsat diversos mercant a l'oceà Índic i a l'Atlàntic Sud sense baixes, a causa de la política del capità de recollir totes les tripulacions a bord abans d'enfonsar les víctimes.
La Royal Navy destacà 9 forces a la recerca del corsari. La Força G, l'Esquadró de Creuers Sud-americà, estava format pel creuer pesat HMS Exeter, de 8.520 tones amb sis canons de 200mm dos creuers lleugers classe Leander, ambdós de 7.390 tones i amb 8 canons de 150mm, els HMS Ajax i Achiles. Tot i que tècnicament era un creuer pesat a causa dels seus canons de 200 mil·límetres, l'Exeter, amb les seves torretes de dos canons cadascuna, era una versió reduïda de la classe County, com el HMS Cumberland, que tenia quatre canons dobles de 200mm, dos a proa i dos a popa. La força estava comandada pel comodor Henry Harwood a bord del Ajax, capitanejat per Charles Woodhouse. L'Achilles formava part de la Divisió Neozelandesa, precursora de la Reial Marina Neozelandesa, capitanejat per Edward Parry. El capità de l'Exeter era F. S. Bell. Un creuer pesat de la classe County, el HMS Cumberland, de 10.000 tones i 8 canons de 200mm, es trobava a les illes Malvines reavituallant-se, però estaria disponible en poc temps.
Seguint un missatge d'alerta del mercant Doric Star, enfonsat pel Graf Spee al sud d'Àfrica, Harwood sospità que el corsari es dirigiria contra la navegació davant de l'estuari del Riu de la Plata, entre Uruguai i Argentina. Ordenà al seu esquadró que es dirigís cap a la posició 32° sud 47° oest. Harwood escollí aquesta posició, d'acord amb el seu despatx, car era la part més congestionada de les rutes de navegació a l'Atlàntic Sud i, per tant, era el punt on un corsari podia causar més danys a la navegació enemiga. Un carguer noruec va veure el Graf Spee practicant amb els seus llums de recerca i va transmetre el seu curs cap a Sud-amèrica.
Els 3 creuers se citaren davant l'estuari el 12 de desembre i realitzaren maniobres. La política de combat de Harwood de 3 creues contra un cuirassat de butxaca era atacar tot d'una dia o nit. Si era de dia, els vaixells atacarien com dues unitats, amb l'Exeter separat del Ajax i l'Achilles. Si era de nit, els vaixells romandrien junts en ordre obert. Si atacaven des de dos costats, Harwood esperava donar als seus vaixells més lleugers l'oportunitat de superar l'avantatge del major abast i blindatge alemany en dividir el seu foc.
Tot i que amb menys potència de foc que el Graf Spee i amb un desavantatge tàctic, els britànics el superaven estratègicament. Qualsevol corsari que tornés cap a Alemanya havia de superar el bloqueig del Mar del Nord i seria raonablement d'esperar que hauria de combatre contra la Home Fleet. Per guanyar, els britànics simplement haurien de causar danys al corsari per tal que no pogués tornar a Alemanya i/o que fos incapaç de combatre contra la Home Fleet, mentre que en contrast, els alemanys haurien de destruir la flota britànica sense patir greus danys. A més, gràcies a la immensa superioritat numèrica, fins i tot la pèrdua de tots tres creuers no seria una gran minva a les capacitats navals aliades, car el Graf Spee era un dels  vaixells capital de la Kriegsmarine: els britànics podien afrontar el risc d'una derrota tàctica si els portava a una victòria estratègica.

## Batalla
El 13 de desembre els vaixells es veien entre si i s'apropaven. L'Admiral Graf Spee, malgrat haver identificat correctament l'Exeter, en un inici sospità que els dos creuers lleugers eren destructors i que estaven protegint un comboi mercant, la destrucció del qual seria un gran trofeu. Com que l'avió de reconeixement del Graf Spee estava fora de servei, Langsforf havia de confiar només en els seus vigies. Decidí combatre, magrat haver rebut un ampli i acurat informe de l'estat major naval alemany el 4 de desembre que li informava de l'activitat britànica a la zona del Riu de la Plata. Aquest informe citava que l'Ajax, l'Achilles, l'Exeter i el Cumberland estaven patrullant a la costa sud-americana. Langsdorf s'adonà massa tard que feia front a 3 creuers. Accelerant al màxim els seus motors dièsel, s'apropà a l'esquadró enemic a 24 nusos (44 km/h) amb l'esperança d'atacar els vaixells a vapor britànics abans que poguessin passar de velocitat de creuer a la potència màxima. Aquesta estratègia pot semblar un error inexplicable: Langsforf podria haver maniobrat de manera per mantenir els vaixells britànics prou lluny com per destruir-los amb els seus canons d'11 polzades (280mm) mentre que encara es trobava fora de l'abast efectiu dels seus canons de 6 i 8 polzades. Per l'altre costat, sabia que els creuers britànics tenien un avantatge de velocitat de 4,6 nusos sobre el Graf Spee i que podien mantenir-se fora del seu radi d'abast, portant a terme la tàctica habitual dels creuers davant d'una força superior, mentre que demanaven reforços.

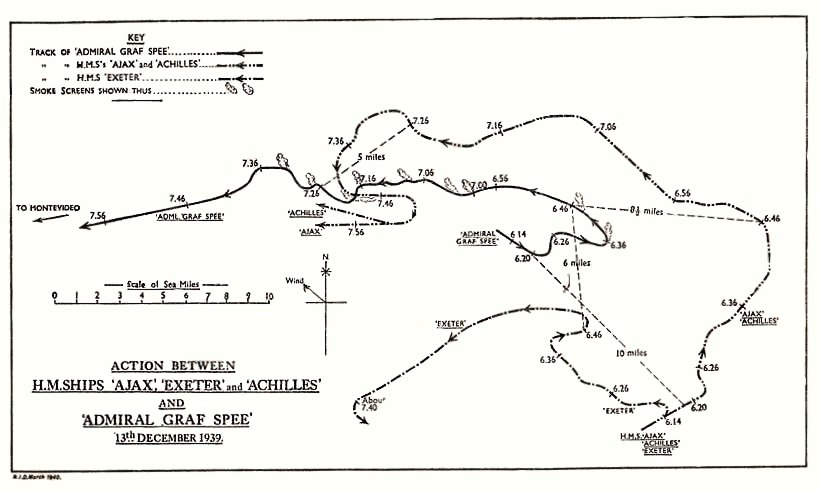
Carta del combat

Els britànics executaren el seu pla de batalla: l'Exeter virà al nord-oest, mentre que l'Ajax i l'Achilles (operant conjuntament) viraren al nord-est per divergir el foc del Graf Spee. El Graf Spee obrí foc sobre l'Exeter a 19 km amb els seus canons d'11 polzades a les 06:18. L'Exeter obrí foc a les 06:20, l'Achilles a les 06:21, els canons de popa de l'Exeter a les 06:22 i l'Ajax a les 06:23. Des de la salva inicial,, el foc del Graf Spee es demostrà molt acurat, i la tercera salva colpeja l'Exeter. A les 06:23, un obús d'11 polzades va esclatar just davant de l'Exeter, al mig del vaixell. La metralla d'aquest obús matà la tripulació dels tubs torpediners, danyà les comunicacions del vaixell, les xemeneies i els reflectors, així com el Walrus just quan anava a ser llançat per dirigir el foc. Tres minuts després, l'Exeter patí un impacte directe sobre la seva torreta B, deixant els seus dos canons fora de servei. La metralla escombra el pont, matant o ferint a tothom que es trobava allà llevat del capità i de dos més. Les comunicacions del capità Bell van quedar malmeses. Les comunicacions de popa també quedaren destruïdes, i el vaixell va passar a dependre d'una cadena de missatgers durant la resta de la batalla.
Mentrestant, l'Achilles i l'Ajax s'aproparen fins a 12 km i començaren a disparar sobre el Graf Spee, fent que hagués de dividir el seu armament principal a les 06:30 i hagués d'emprar els canons de 5,9 polzades (150mm) contra ells. A les 06:32, l'Exeter disparà dos torpedes des dels tubs d'estribord, però ambdós es perderen. A les 06:37, l'Ajax llançà el seu avió vigia Fairey Seafox des de la seva catapulta. A les 06:38, girà de manera que pogués disparar els seus torpedes de babord, rebent dos impactes directes més d'obusos de 11 polzades (280mm). Un impacte deixà fora de combat la torreta A, mentre que l'altre penetrà el casc i començà diversos incendis. En aquest moment, l'Exeter estava molt malmès, disposant només una torreta Y en acció, s'estava escorant a 7º i patia inundacions i estava sent dirigit mitjançant la brúixola del bot. A canvi, un dels seus obusos de 8 polzades (200mm) penetrà dues cobertes al Graf Spee, explotant a continuació, destruint el sistema de procés del combustible i deixant-lo només amb combustible per a 16 hores, insuficient per permetre'l tornar a casa.
Així, a les 06:38 el Graf Spee estava condemnat; no podia reparar el seu sistema de combustible, a causa de la seva complexitat i dels incendis. Dos terços dels seus canons antiaeris estaven fora de combat, així com una de les seves torretes secundàries. No podia dirigir-se cap a cap base naval amiga a la rodalia. No estava en condicions de navegar i només podia dirigir-se cap al port neutral de Montevideo.
A aproximadament les 06:36, l'Admiral Graf Spee virà cap al seu curs anterior, ara davant de l'Ajax i de l'Achilles, dirigint-se al nord-oest i llançà una cortina de fum. Aquesta posició portà a Langsdorf a navegar en paral·lel a l'Exeter. A les 06:50 l'Exeter s'inclinava perillosament cap a estribord i li entrava molta aigua. Malgrat això, encara seguí a tota velocitat i disparà amb la seva única torreta. Quaranta minuts després, l'esquitxada d'aigua d'un obús d'11 polzades (280mm) que quedà curt provocà un curt-circuit en el sistema elèctric d'aquella torreta, i el capità Bell va veure's obligat a abandonar l'acció. Això hagués estat l'oportunitat per destruir l'Exeter, però el foc combinat de l'Ajax i l'Achilles de van fer que Langdorf hagués de concentrar-se en ells mentre que s'apropaven.
A les 06:56 l'Ajax i l'Achilles viraren a estribord per poder emprar totes les seves armes, fent que a les 07:10 el Graf Spee girés i llancés una cortina de fum. Mentrestant, els dos creuers lleugers viraren per reduir la distància a 8 milles (13 km), encara que així només podrien fer servir els canons de proa. A les 07:16 el Graf Spee virà a port i es dirigí cap a un molt malmès Exeter, però el foc de l'Ajax i l'Achilles van fer que hagués de tornar a virar i obrir foc contra ells. L'Ajax girà a estribord a les 07:24 i disparà els seus torpedes des de 4,5 milles (7,2 km), vent que el Graf Spee virés i marxés sota una pantalla de fum. A les 07:25 l'Ajax va rebre l'impacte d'un obús d'11 polzades (280mm) que posà fora de combat la torreta X i va malmetre la Y, causant algunes baixes. A les 07:40 tenien poca munició, i els britànics decidiren canviar de tàctica, movent-se cap a l'est sota una pantalla de fum. Harwood decidí seguir el Graf Spee i intentar atacar-lo de nit, quan el poguessin atacar amb torpedes i utilitzar millor els seus avantatges de velocitat i maniobra minimitzant les seves deficiències de blindatge. L'Ajax va rebre un nou impacte d'un obús d'11 polzades que destruí el seu pal i causà algunes baixes; mentre que el Graf Spee continuava amb curs sud-oest.

## La persecució
La batalla es convertí en una persecució. El capità Parry de l'Achilles posteriorment escriuria: "Encara avui no sé per què l'Admiral Graf Spee no s'encarregà de nosaltres a l'Achilles i a l'Ajax després d'acabar amb l'Exeter. Els creuers britànics i neozelandesos van mantenir-se a unes 13 milles (24 km) del Graf Spee. L'Achilles es mantenia a estribord dels alemanys, mentre que l'Ajax estava a babord. A les 09:15, l'Ajax recuperà el seu avió. A les 09:46, Harwood va fer senyals al Cumberland demanant reforços, i l'Almirallat també ordenà que els vaixells que es trobessin en un radi de 2.600 milles marines (4.800 km) es dirigissin cap al Riu de la Plata. A les 10:05, l'Achilles havia sobreestimat la velocitat del Graf Spee i es trobà dins del radi d'acció dels canons alemanys. El Graf Spee es girà i disparà 2 salves de 3 canons de proa. L'Achilles es retirà sota una pantalla de fum.
D'acord amb Pope, a les 11:03 un mercant va ser vist prop del Graf Spee. Després d'uns minuts, el Graf Spee avisà l'Ajax per radiotelegrafia usant els senyals de preguerra, amb el missatge: "Si us plau recullin els bots salvavides del vapor anglès". El senyal tenia la marca DTGS, confirmant així a Harwood que realment es tractava del Graf Spee. L'Ajax no va respondre, però poc després contactà amb el SS Shakespeare que rescatà els homes. El Graf Spee havia disparat un canó i els havia ordenat aturar-se, però quan no van obeir l'ordre d'abandonar el vaixell Langsforf decidí continuar el camí, i el Shakespeare aconseguí marxar. La persecució continuà durant la resta del dia fins a les 19:15, quan el Graf Spee es girà i obrí foc sobre l'Ajax, que virà sota una pantalla de fum.
Ara ja era evident que el Graf Spee estava entrant a l'estuari del riu de la Plata. Com que l'estuari tenia bancs de sorra, Harwood ordenà a l'Achilles perseguís el Graf Spee, mentre que l'Ajax cobria qualsevol intent de donar la volta i enfilar cap a un altre canal. El Sol es va pondre a les 20:48, amb el Graf Spee perfilat contra el sol. L'Achilles tornà a estar dins del radi d'acció i el Graf Spee tornà a obrir foc, obligant a l'Achilles a recular. Durant la batalla havien mort un total de 108 homes, incloent 36 del Graf Spee.
El Graf Spee atracà a Montevideo, al neutral Uruguai, llançant l'àncora a les 00:10 del 14 de desembre. Això es demostrà un error polític car Uruguai, si bé que neutral, s'havia beneficiat de la influència britànica durant el seu desenvolupament, i s'inclinava vers els Aliats. L'Hospital Britànic, per exemple (on van ser portats els ferits de la batalla) era el principal hospital de la ciutat. El port de Mar del Plata, a la costa argentina i a només 200 milles (320 km) al sud de Montevideo, hagués estat una elecció molt millor pel Graf Spee.
A més, si el Graf Spee hagués abandonat el port en aquell moment, els malmesos Ajax i Achilles haguessin estat els únics vaixells britànics que s'hagués trobat a la zona.

## La trampa de Montevideo

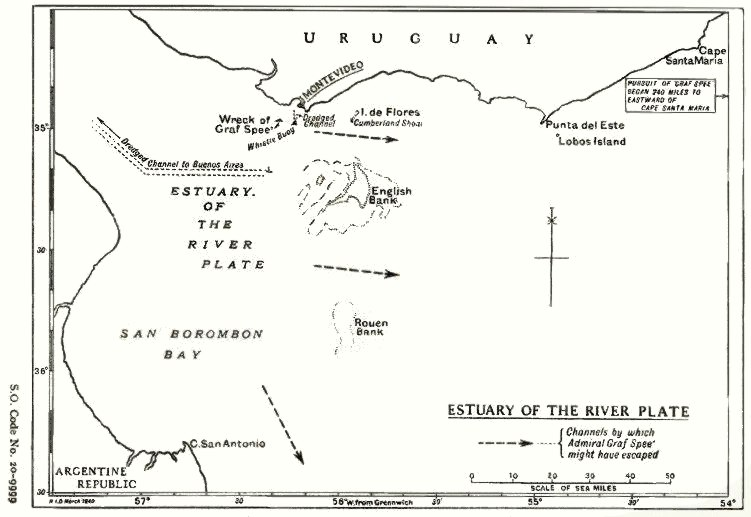
Mapa del Riu de la Plata, mostrant els possibles canals de sortida

A Montevideo va intervenir la 13a Conferència de la Haia. Sota el seu 12è Article, "... els vaixells de guerra bel·ligerants no podran estar a port, rades o aigües territorials de la dita Potència durant més de 24 hores...", modificat pel 14è Article "Un vaixell de guerra bel·ligerant no podrà prolongar la seva estada en un port neutral més enllà del temps permès excepte a causa dels danys...". Els diplomàtics britànics de seguida van pressionar perquè el Graf Spee abandonés el port ben de pressa. També era rellevant el 16è Article "Un vaixell de guerra bel·ligerant no pot deixar un port o rada neutral fins a 24 hores després de la partida d'un vaixell mercant que onegi la bandera del seu adversari'.'"
Els alemanys lliuraren els 61 captius britànics que tenia a bord d'acord amb les seves obligacions. Langsdorf llavors demanà al govern uruguaià permís per estar-se dues setmanes per fer reparacions. Inicialment, els diplomàtics britànics a Uruguai, principalment Eugen Millington-Drake, intentaren que l'Admiral Graf Spee hagués d'abandonar el port immediatament. Després de consultar-ho amb Londres, que sabien que no hi havia cap força naval britànica significativa a la zona, Millington-Drake continuà demanant la partida del Graf Spee. Al mateix temps, els britànics arranjaren en secret que els mercants britànics i francesos abandonessin Montevideo a intervals de 24 hores, fos o no la seva intenció, invocant així l'Article 16. Això deixava al Graf Spee a port i donava temps als vaixells britànics a arribar a la zona.
Al mateix temps, els britànics van fer que els alemanys creguessin que els britànics estaven reunint una gran força, incloent la Força H (formada pel portaavions HMS Ark Royal i el creuer de batalla  HMS Renown), quan de fet només hi havia el creuer pesat  HMS Cumberland. El Cumberland, un dels primers creuers classe County, era poc més poderós que l'Exeter, amb dos canons de 8 polzades més. Sol no representava cap amenaça pel Graf Spee, que tenia canons d'abast més llarg i podia disparar obusos molt més pesats. El Cumberland arribà a les 22:00 el 14 de desembre, després de navegar a tota màquina durant 36 hores des de les illes Malvines. Hi havia més naus britàniques en ruta (el HMS Renown, l'Ark Royal, el Shropshire, Dorsetshire i el Neptune), però no arribarien fins al 19 de desembre. En aquells moments, només hi havia el Cumberland i els malmesos Ajax i Achilles. Per reforçar els efectes propagandístics, se'ls ordenà que fessin fum mentre que esperaven a 3 milles (5 km), el qual podria veure's des de la costa de Montevideo.
Els alemanys, però, estaven malgrat tot totalment enganyats, i esperaven haver de fer front a una força molt superior en abandonar el riu de la Plata. El Graf Spee, a més, havia usat dos terços de la seva munició de 280mm i només li quedava munició per a 20 minuts de combat, totalment insuficient per lluitar en la seva marxa de Montevideo i el seu retorn cap Alemanya.
Mentre que s'urgia que el vaixell abandonés el port, el capità Langsforff consultà amb els seus superiors a Alemanya. Rebé ordres que li permetien diverses opcions, però no ser internat a Uruguay. Els alemanys temien que l'Uruguai pogués unir-se als Aliats. Finalment decidí enfonsar el seu propi vaixell a l'estuari del Riu de la Plata el 17 de desembre, per tal d'evitar pèrdues innecessàries de vida inútilment, una decisió que es diu que enfurismà a Hitler. La tripulació del Graf Spee va ser portada a Buenos Aires, on el capità Langsdorff se suïcidà el 19 de setembre. Va ser enterrat amb tots els honors militars, amb la presència de diversos oficials britànics. Diversos dels membres de la tripulació van ser traslladats a Montevideo amb l'ajut d'habitants d'orígens alemanys. Els morts alemanys van ser enterrats al Cementerio del Norte de Montevideo.

## Després de la batalla

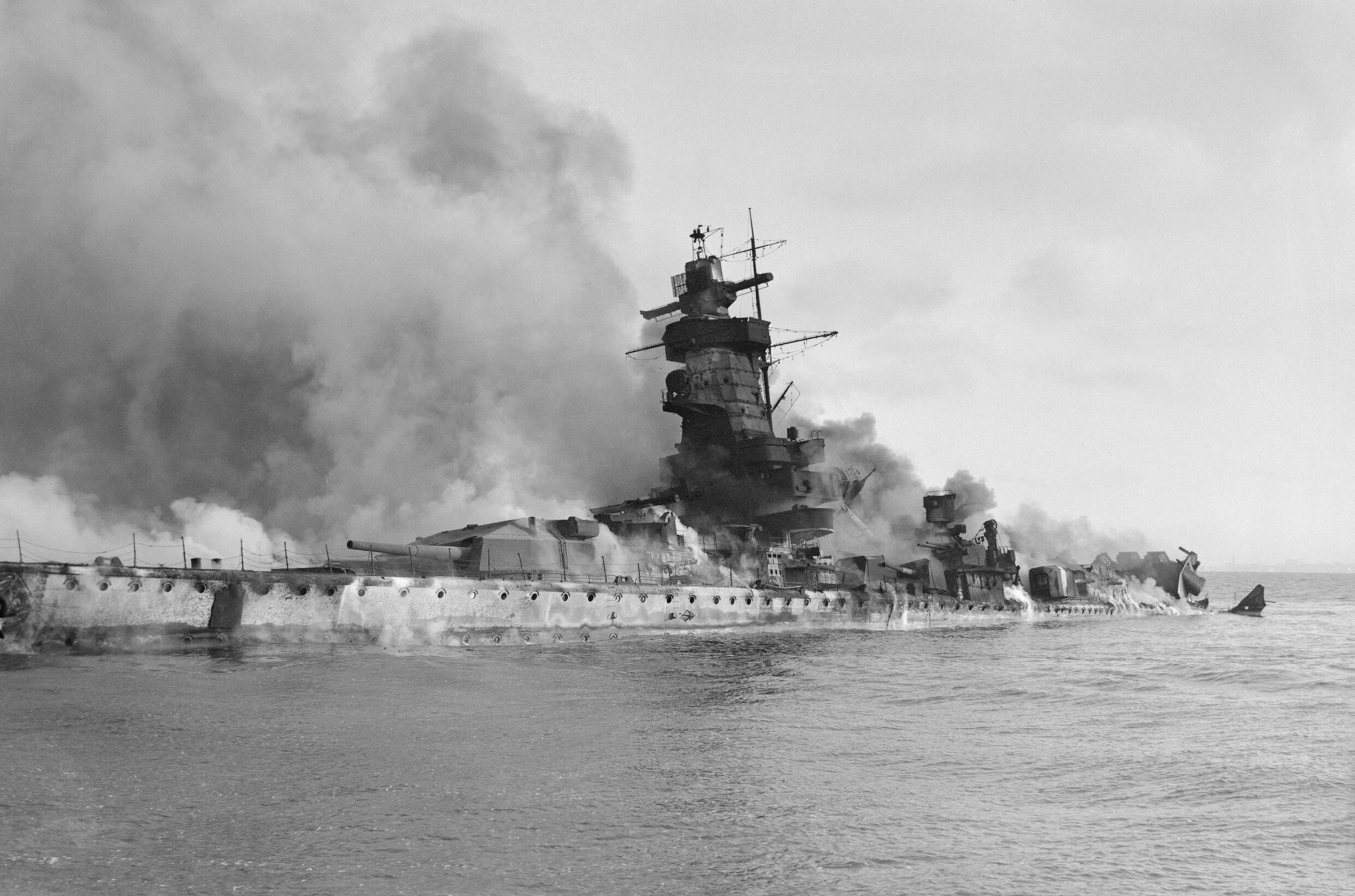
L'Admiral Graf Spee en flames després de ser dinamitat a l'estuari del Riu de la Plata als afores de Montevideo, Uruguai.

La maquinària de propaganda alemanya havia informat que l'Admiral Graf Spee havia enfonsat un creuer pesat i havia malmès dos creuers lleugers havent rebut només danys lleugers. Que fos la seva tripulació qui enfonsés el vaixell va causar tot un problema pels fets propagandístics. La batalla va ser una gran victòria propagandística pels britànics durant la Guerra de Broma, i la reputació del Primer Lord de l'Almirallat, Winston Churchill, va augmentar. L'Exeter va ser remolcat a les illes Malvines per sotmetre's a reparacions d'urgències, i després a Devonport, on va estar-se 13 mesos.
Els presoners capturats pel Graf Spee de diversos mercants, que havien estat transferits a bord del seu vaixell de subministraments, l'Altmark, van ser alliberats per una secció d'abordatge del destructor britànic HMS Cossack en l'Incident Altmark, el 16 de febrer de 1940, mentre que es trobava a Jøssingfjord, llavors a les aigües de la neutral Noruega. Els presoners que no havien estat traslladats a bord de l'Altmark havien quedat a bord del Graf Spee durant la batalla, sent alliberats a l'arribada a Montevideo.
El 22 de desembre de 1939, uns 1.000 mariners del Graf Spee van ser traslladats a Buenos Aires on van ser internats; uns 92 van ser enviats durant 1940 a un campament a Rosario; alguns van anar a Club Hotel de la Ventana, a la província de Buenos Aires; i un altre grup va ser portat a Villa General Belgrano, una petita ciutat fundada per immigrants alemanys el 1932. Alguns d'aquells mariners acabarien establint-se allà.

## Recuperació d'intel·ligència
Immediatament després de l'enfonsament, les restes de l'Admiral Graf Spee descansaven en aigües poc profundes, amb la major part de la superestructura sobresortien del nivell de l'aigua, però durant el transcurs dels anys, les restes van anar enfonsant-se en el fons fangós i actualment només apareix la punta del pal del damunt de la superfície.

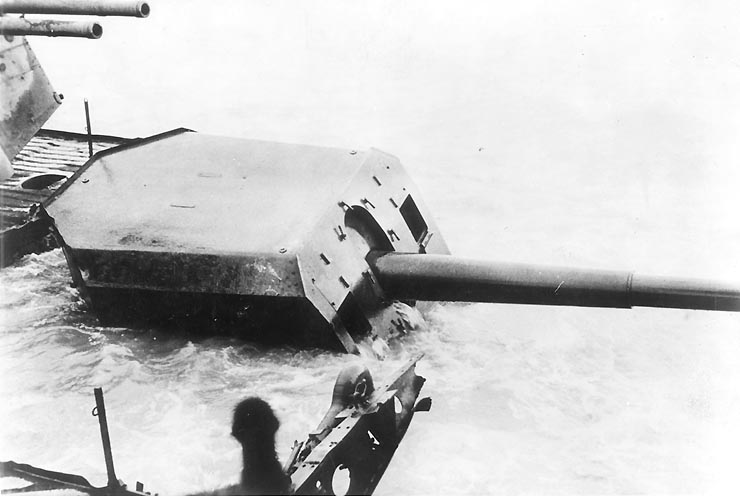
La torreta n.4 de 15cm/55 de l'Admiral Graf Spee (el segon canó al grup lateral de proa). Els dos canons bessons a la banda superior esquerra són els canons antiaeris n.2 de 10,5cm/65.

El primer rescat del vaixell va ser realitzat pels equips d'intel·ligència de la Royal Navy, que recuperaren el molt avançat radar Seetakt, el qual no va resultar malmès en durant l'enfonsament. En qualsevol cas, un expert en radar va ser enviat a Montevideo poc després de l'enfonsament i informà d'una antena giratòria, probablement per direccionar el foc, transmetent bé en 57 ó en 114cm. Al febrer de 1940, les restes van ser abordades per mariners del creuer lleuger USS Helena, de la Marina dels Estats Units.
El 1997, un dels canons secundaris de 150mm va ser rescatat i restaurat, exhibint-se actualment al Museu Marítim Nacional de Montevideo.
Al febrer del 2004 un equip de rescat començà a treballar per rescatar les restes. L'operació és finançada parcialment pel govern de l'Uruguai, i part pel sector privat, car les restes són un perill per la navegació. La primera gran secció, l'estació de control de l'artilleria pesant de 27 tones va ser extreta el 25 de febrer de 2004. Està previst que tota l'operació s'estengui durant diversos anys. El director de cinema James Cameron està filmant tota l'operació. Està previst que, després de ser rescatat, sigui restaurat i exhibit al Museu Marítim Nacional.
Molts veterans alemanys no aproven aquesta temptativa de restauració, car consideren que les restes han de ser una tomba de guerra i un monument històric subaquàtic que ha de ser respectat. Un d'ells, Hans Eupel, antic mecànic especialista de torpedes, va dir que "és una bogeria, massa car i sense sentit. També és molt perillós, car una de les 3 càrregues explosives que vam situar no va explotar".
El 10 de febrer del 2006, l'àliga de bronze daurat que adornava la popa del vaixell va ser recuperada. Aquesta estàtua consistia en una àliga nazi amb una corona de llorer a les urpes amb una esvàstica, estava a la popa i no a la proa com és tradicional. Això era quelcom habitual en els vaixells de guerra alemanys de pre-guerra. En altres casos es retirà per motius pràctics en l'esclat de la guerra, però com que el Graf Spee es trobava a mar quan la guerra començà, va entrar en acció i va ser enfonsat amb l'àliga, permetent així la seva recuperació. Per no molestar aquells que tenien records dolorosos de l'Alemanya Nazi es cobrí l'esvàstica quan la figura va ser extreta de l'aigua.

## Llegat
El 1956 es realitzà la pel·lícula The Battle of the River Plate (als Estats Units Pursuit of the Graf Spee), basada en la batalla i en el final del Graf Spee, amb Peter Finch con Langsforff. Finch interpretà a Langsdorff realment com un cavaller, en contrast al tractament que es donava als alemanys en altres pel·lícules durant la postguerra. El HMS Achilles havia estat recomissionat el 1948 com a HMIS Delhi, sent el vaixell insígnia de la Reial Marina Índia, va tornar a ser l'Achilles per a la pel·lícula. El HMS Ajax va ser "interpretat" pel HMS Sheffield; el HMS Exeter pel HMS Jamaica i el HMS Cumberland per ell mateix. El Graf Spee va ser interpretat pel creuer pesat USS Salem.
Durant molts anys la batalla ha estat representada amb vaixells a escala durant l'estiu a Peasholm Park, a Scarborough. Ara es representa com una batalla anònima entre un comboi de vaixells britànics i un enemic sense especificar en possessió de la costa propera.
Després de la batalla, la nova ciutat d'Ajax, Ontario, va ser batejada en honor del HMS Ajax. Diversos dels seus carrers porten el nom dels tripulants de l'almirall Harwood.
Els noms de cadascun dels vaixells, així com el del comandant de la Força G, han estat utilitzats pel Cos de Cadets. El Royal Canadian Sea Cadet Corps (RCSCC) Ajax #89 a Guelph, Ontario; el Navy League Cadet Corps (NLCC) Achilles #34 a Guelph, Ontario; el Navy League Wrenette Corps (NLWC) Lady Exeter (ara desaparegut) i el camp compartit pels 3 cossos, anomenat Camp Cumberland (aquest camp ja no existeix). El RCSCC Harwood #244 i el NLCC Exeter #173 estan situats a Ajax, Ontario.
D'acord amb un article en el diari alemany Albertaner del 6 d'octubre de 2007, un carrer d'Ajax va ser batejat en honor del capità Langsdorff, la qual cosa provocà les protestes d'alguns veterans canadencs. Steve Parish, batlle d'Ajax, defensà la decisió afirmant que Langsdorff no havia estat el típic oficial nazi. Aportà una fotografia feta durant el funeral de diversos tripulants del Graf Spee morts durant la batalla. Langsdorff saluda amb la salutació naval, mentre que la gent al seu voltant (incloent alguns clergues), fan la salutació feixista.